# Ambodimanga II
Ambodimanga II est une commune rurale malgache située dans la partie centre-sud de la région d'Analanjirofo.